# Charline Schwarz
Pour les articles homonymes, voir Schwarz.
Charline Schwarz est une archère allemande née le 15 janvier 2001 à Nuremberg. Elle a remporté avec Michelle Kroppen et Lisa Unruh la médaille de bronze du tir à l'arc par équipes féminin aux Jeux olympiques d'été de 2020 à Tokyo.